# 懋功屯務廳

懋功厅在四川省的位置（1820年）

懋功屯務廳，簡稱懋功廳，為清代四川省管轄的直隸廳。
當地本是清史上有名的大、小金川土司地(可見大小金川之役)。乾隆四十一年（1776年），征討完當地民變後，曾分置美诺、阿尔古二厅，四十四年併阿尔古廳入美诺厅，四十八年（1783年）再改名為懋功厅。治所在今日小金县。清代懋功廳领屯务五、土司二，轄區概相当今四川省的小金、金川二县和丹巴县东部地区。民國時期的1914年改为懋功县，1953年改名小金县至今。